# Oogenius castilloi
Oogenius castilloi är en skalbaggsart som beskrevs av Martinez och Pena 1990. Oogenius castilloi ingår i släktet Oogenius och familjen Rutelidae. Inga underarter finns listade i Catalogue of Life.